# 石定
石定，中華民國外交官，1953年2月11日生，籍貫福建福州。2013年至2014年間任中華民國外交部政務次長。並曾擔任駐貝里斯大使、駐南非台北聯絡代表處副代表、及駐紐西蘭代表。後任駐韓國台北代表部代表，是1992年中華民國與韓國斷交以來第一位次長級別的代表，高於之前歷屆代表。